# Zoia Prestes

Zoia Ribeiro Prestes é professora da Universidade Federal Fluminense. Doutora pela Universidade de Brasília, fez sua graduação em Pedagogia e Psicologia Pré Escolar na Universidade Estatal de Pedagogia de Moscou (MGPU) onde também concluiu seu Mestrado em Ciências Pedagógicas. Ela é a filha mais nova do militar e político comunista Luís Carlos Prestes, e sua segunda esposa Maria Prestes. 

## Biografia
Aos 7 anos de idade teve de se exilar na União Soviética com seus pais, Luis Carlos Prestes e Maria Prestes. Viveu parte de sua infância e juventude na União Soviética, período em que o Brasil vivia sob a ditadura militar, instaurado com o golpe de Estado em 1964. 
Durante os quinze anos em que esteve lá, vivenciou sua imersão na cultura e na língua russa. Foi alfabetizada em russo, graduou-se e se tornou mestre em Ciências da Educação pela Faculdade de Pedagogia e Psicologia Pré-Escolar da Universidade Estatal Lenin de Pedagogia de Moscou. 
Retornou ao Brasil em 1985 e, por não ter o diploma reconhecido por mais de 15 anos, dedicou-se à tradução de textos técnicos, de palestras em eventos e de obras literárias russas. 
É doutora em Educação pela Universidade de Brasília, em que investigou, sob a orientação da Professora Dra. Elizabeth Tunes, a atividade da tradução em relação às traduções de obras de Lev Semionovitch Vigotski no Brasil. Seu Pós-Doutorado foi realizado na Universidade Estadual de Pedagogia da Belarus M. Tank (Minsk) e na Universidade de Moscou (Moscou) na área de Educação. 
Atualmente integra o corpo docente da Faculdade de Educação da Universidade Federal Fluminense. Estudiosa do autor soviético L. S. Vigotski, um dos idealizadores da teoria histórico-cultural e reconhecido por seus estudos e pesquisas na área da Psicologia e da Educação. É líder do Grupo de Pesquisa Núcleo de Tradução, Estudos e Interpretação das obras dos representantes da Teoria histórico-cultural. Profa. Dra. Zoia Prestes publicou diversos artigos acadêmicos, proferiu inúmeras conferências e traduziu e organizou do russo para o português livros com obras de L. S. Vigotski.
Zoia possui uma longa vida acadêmica, com diversas pesquisas na área da Educação, sendo autora de artigos, livros e tradutora de diversos textos russos.  Além disso, ela luta pela preservação da memória de seu pai. 

## Livros e Traduções
Zoia Prestes é autora e tradutora de diversas obras, dentre os quais:
- Atividades e jogos na educação para o desenvolvimento da percepção musical (2024) [4]
- Psicologia, educação e desenvolvimento, de Lev Vygotsky (2024) - Tradução [5]
- De quanta terra o ser humano precisa, de Liev Tolstói (2024) - Tradução [6]
- Veresk. Edição comemorativa de 100 anos da revista publicada por Vigotski. (2023) - Tradução e organização [7]
- L. S. Vigotski: presença e atualidade (entrevistas) (2021) [8]
- Problemas da defectologia: Volume 1, , de Lev Vygotsky (2021) - Tradução [9]
- Sete Aulas de L. S. Vigotski Sobre os Fundamentos da Pedologia, de Lev Vygotsky (2018)  - Tradução [10]
- Imaginação e criação na infância (2018), de Lev Vygotsky - Tradução [11]
- Lenin, de Vladimir Maiakovski (2012) - Tradução [12]
- Quando Não É Quase A Mesma Coisa: Traduções De Lev Semionovitch Vigotski No Brasil (2012) [13]
- O Mestre e a Margarida, de Mikhail Bulgákov (2010) - Tradução [14]
- Meu Marido Dostoievski (2009), de Anna Dostoievskaia - Tradução [15]
- Maiakovski: O poeta da revolução (2008), de Alekdandr Alekseevitch - Tradução [16]
- Doutor Jivago (2002), de Boris Pasternak - Tradução [17]